# جورجی ولینوو
جورجی ولینوو بلغاری: Георги Велинов (متولد ۲۳ ژانویه ۱۹۱۲) یک دوچرخه سوار بلغاری بود. او در رشته تعقیب تیمی در بازی‌های المپیک تابستانی سال ۱۹۳۶ به رقابت پرداخت.